# Neptune Odyssey
La Neptune Odyssey es una misión propuesta por la NASA para explorar Neptuno y su luna Tritón. La misión, que se lanzaría a mediados de la década de 2030, tiene como objetivo estudiar la atmósfera, magnetosfera y anillos del planeta, además de investigar Tritón, que se cree podría albergar un océano subsuperficial. Se espera que esta misión proporcione información clave sobre los gigantes helados, los menos estudiados del sistema solar.
El concepto de misión fue considerado para una posible recomendación como prioridad en el Estudio Decenal de Ciencias Planetarias 2023–2032. Sin embargo, por razones logísticas, se seleccionó la misión Uranus Orbiter and Probe como la recomendación para la misión de órbita de gigantes helados, dándole mayor prioridad que al Orbitador Encéfalo.

## Antecedentes
La Voyager 2 es de momento la única sonda espacial que ha visitado el sistema de Neptuno, completando un sobrevuelo el 25 de agosto de 1989. Un orbitador a Neptuno fue considerado como parte del programa abortado Mariner Mark II en la década de 1990, y varios conceptos de misión para un orbitador fueron desarrollados en la década de 2000, incluyendo un concepto del Instituto de Tecnología de California y una versión de la Universidad de Idaho y Boeing, aunque ninguno fue seleccionado para un mayor desarrollo. La Encuesta Decenal de Ciencia Planetaria 2011-2022 recomendó una misión orbital de clase Flagship a un gigante de hielo con prioridad detrás de lo que se convertiría en el rover Mars 2020 y el Europa Clipper. Los gigantes de hielo ahora son apreciados como un tipo común de exoplaneta, precipitando la necesidad de un mayor estudio de los gigantes de hielo del Sistema Solar. Los gigantes de hielo Urano y Neptuno fueron vistos como objetivos científicos únicos pero igualmente atractivos, pero se le dio preferencia a un Orbitador y Sonda de Urano por razones logísticas y de costes. Un orbitador en Urano seguiría lógicamente a las misiones de orbitadores de clase Flagship realizadas en Júpiter y Saturno (Galileo y Cassini, respectivamente). Algunos consideran que una misión a Neptuno tiene mayor mérito científico porque Tritón, probablemente un objeto capturado del cinturón de Kuiper y un mundo oceánico, es un objetivo astrobiológico más atractivo que las lunas de Urano (aunque Ariel y Miranda en particular son posibles mundos oceánicos). Sin embargo, nuevamente debido a consideraciones de costes y logísticas, incluida la disponibilidad del vehículo de lanzamiento y las ventanas de lanzamiento disponibles, el Planetary Estudio Decenal de Ciencias Planetarias 2023-2032 recomendó el orbitador y la sonda a Urano en lugar de Neptune Odyssey. Se está desarrollando una versión de menos capacidades del concepto Odyssey, con un mayor enfoque en Tritón en lugar de la ciencia del gigante de hielo, la cual recibe el nombre de Triton Ocean World Surveyor como una posible futura misión New Frontiers. Otra propuesta de orbitador Neptuno centrado en Tritón llamada Nautilus fue desarrollada por varios estudiantes de posgrado en el Laboratorio de Propulsión a Chorro en el verano de 2023; bajo el programa New Frontiers, se lanzaría en agosto de 2042 y llegaría a la órbita en abril de 2057.

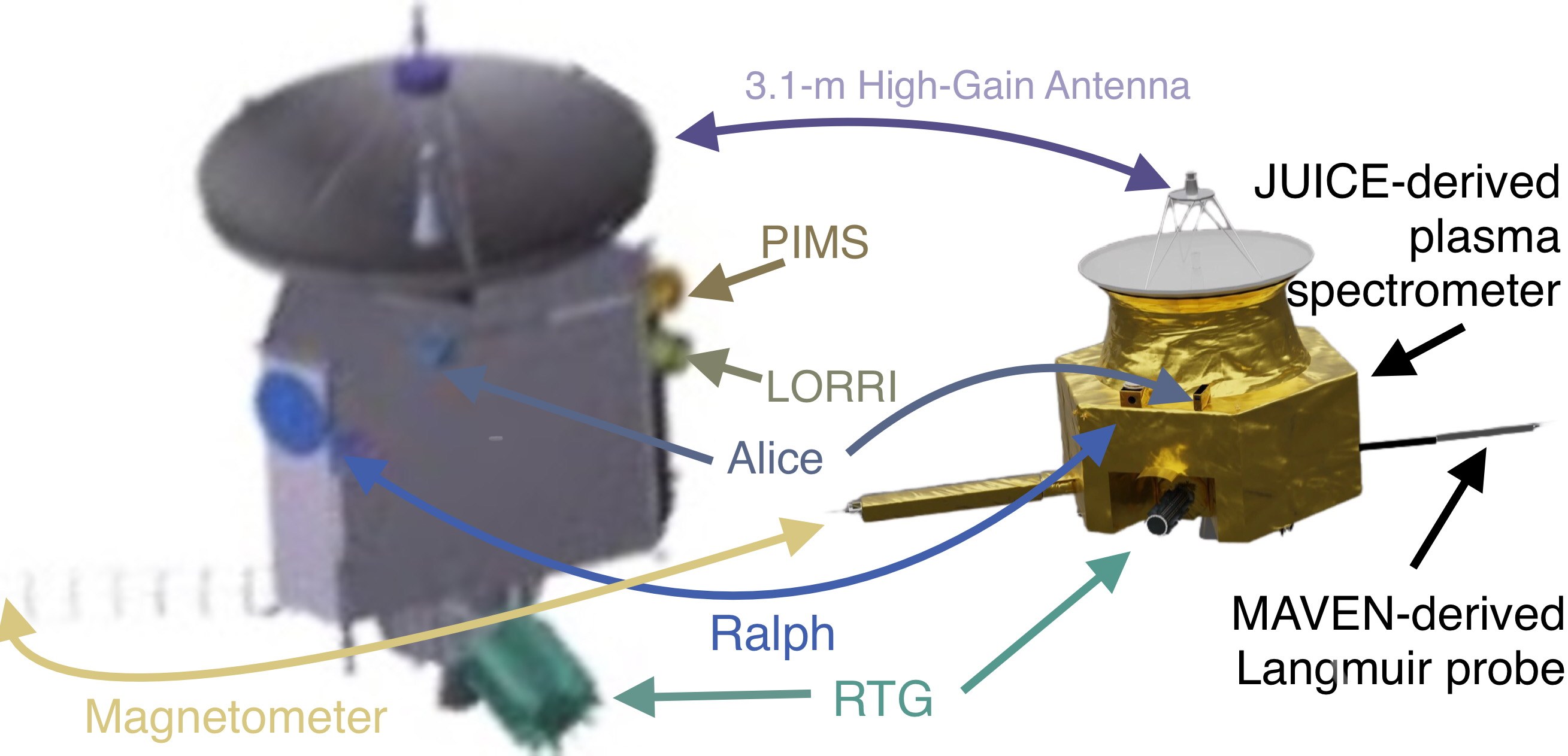
Comparación de TOWS y Nautilus (no a escala), que ilustra la menor cantidad de instrumentos que tienen en comparación con Odyssey.

También existen dos propuestas de misiones de sobrevuelo a Neptuno y Tritón, que realizarían un sobrevuelo en 2038. El Interstellar Express de la Administración Nacional Espacial de China, un trío de sondas diseñadas para explorar la heliosfera, tendría su segunda sonda (IHP-2) explorando Neptuno y liberaría una sonda atmosférica antes de continuar su viaje programado para explorar un objeto del Cinturón de Kuiper y volar a la cola de la heliosfera. El Trident de la NASA fue finalista para ser seleccionado como misión Discovery en 2020, con un lanzamiento propuesto en 2025 y la intención de centrarse en Tritón.  En junio de 2021, se anunció que Trident no fue seleccionado para su desarrollo y lanzamiento,  mientras que Interstellar Express aún debe ser aprobado por la CNSA.

## Objetivos
Hay cinco objetivos básicos de cualquier orbitador con destino a Neptuno:
- ¿Cómo se forman y evolucionan los interiores y las atmósferas de los exoplanetas gigantes de hielo?
- ¿Qué causa el extraño campo magnético de Neptuno y cómo funcionan su magnetosfera y sus auroras?
- ¿Tritón es un mundo oceánico? ¿Qué causa las corrientes presentes en su polo sur? ¿Cuál es la naturaleza de su atmósfera?
- ¿Cómo pueden la geofísica y la composición de Tritón ampliar nuestro conocimiento de planetas enanos como Plutón?
- ¿Cuáles son las conexiones entre los anillos de Neptuno, los arcos, la erosión de la superficie y las pequeñas lunas?

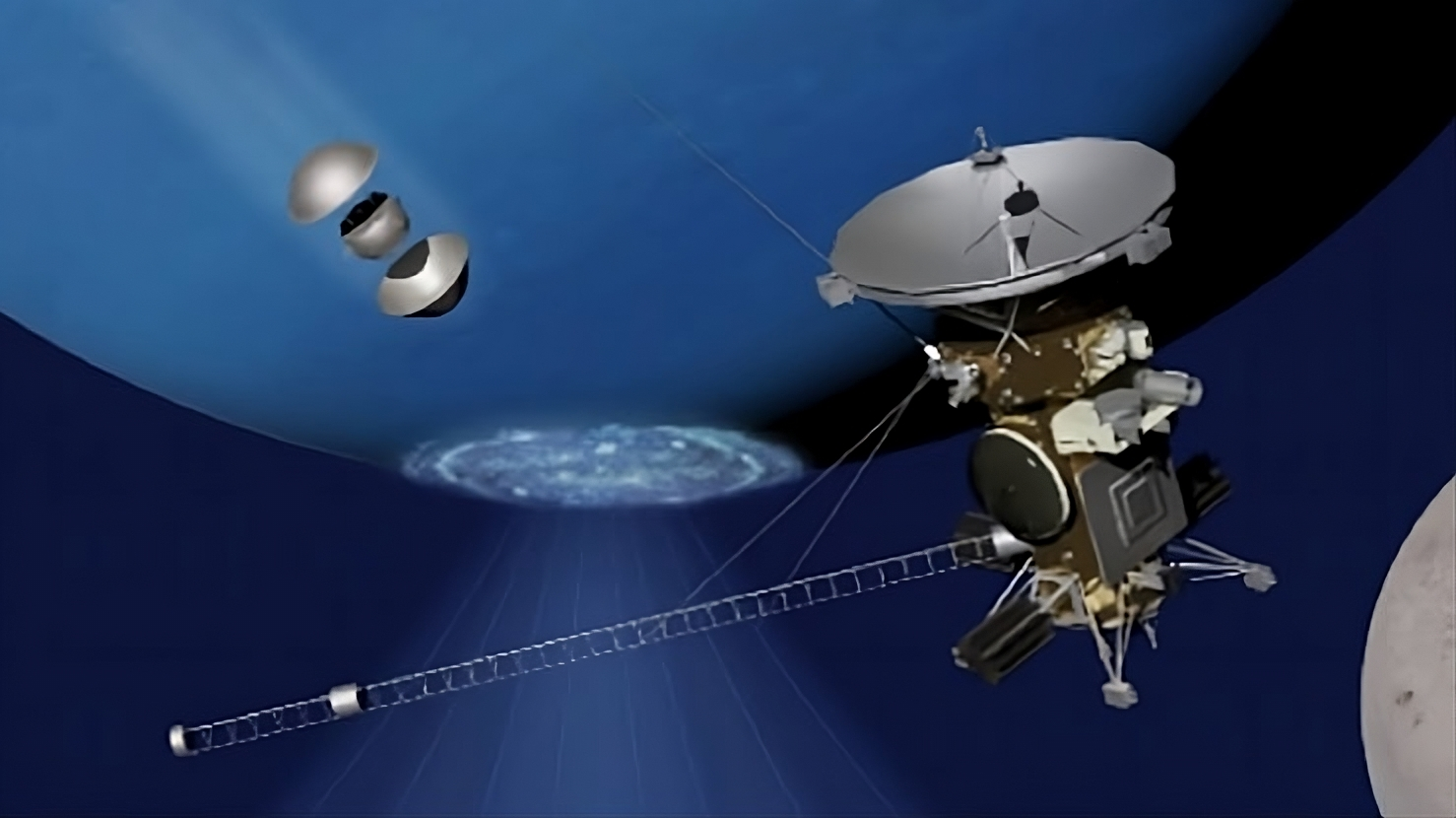
Representación artística del orbitador y la sonda atmosférica separada.

## Concepto de misión
La presente propuesta tiene como objetivo un lanzamiento en 2033,con un viaje de 16 años directamente a Neptuno, en alguna de las ventanas de lanzamiento de la década de 2030. El viaje podría acortarse a 12 años con asistencia gravitacional en Júpiter, pero esto requeriría un lanzamiento antes de 2032. La sonda atmosférica sería liberada del orbitador antes de su inserción orbital en Neptuno y descenderá durante unos 37 minutos en la atmósfera de Neptuno para estudiar su composición, dinámica y procesos, enviando datos al menos hasta alcanzar una presión de 10 bares. Después de alcanzar la órbita de Neptuno, el orbitador realizará al menos 46 sobrevuelos de Tritón durante la fase científica principal de cuatro años, logrando una cobertura casi global de la luna mientras estudia simultáneamente Neptuno y otras lunas. El orbitador luego orbitaría progresivamente más cerca de Neptuno y sus anillos en una "Gran Final" similar al final de Cassini y eventualmente sería destruido en la atmósfera de Neptuno con el fin de no dañar el posible entorno apto para la vida de Tritón.

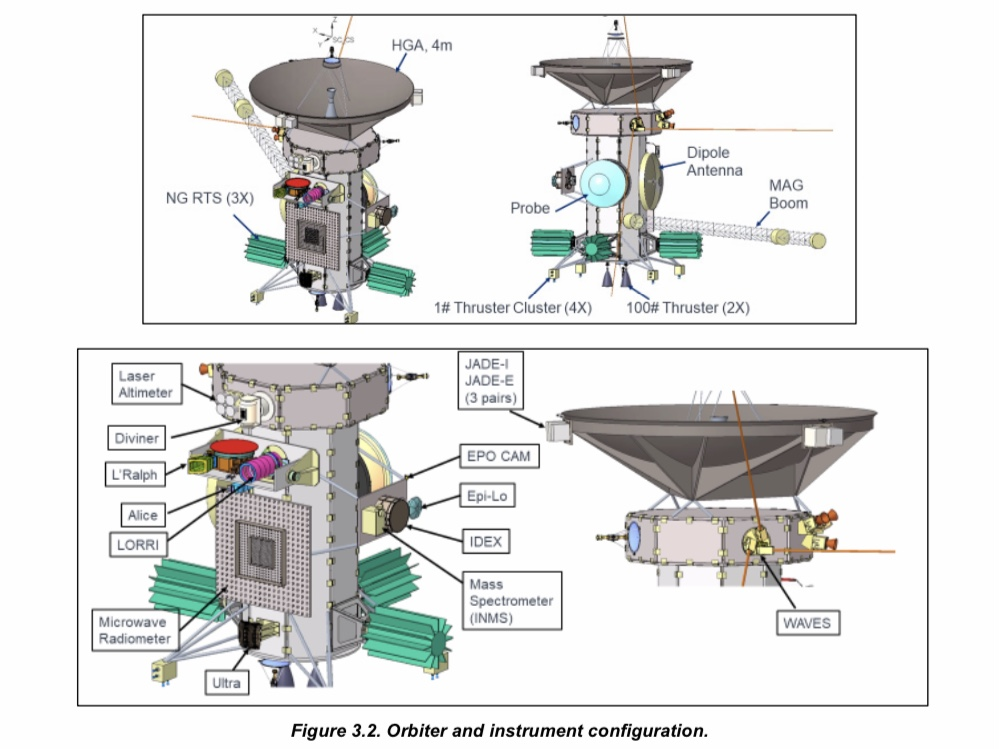
Esquema de la sonda propuesta Neptune Odyssey.

La propuesta actual no incluye un módulo de aterrizaje en Tritón. Se consideraron tanto un módulo de aterrizaje estático similar a la sonda Huygens en Titán como un impactador que liberaría material de la superficie para su estudio directo por parte del orbitador.  En última instancia, debido al conocimiento incompleto de la superficie de Tritón, el riesgo de aproximación a Tritón que requeriría un impactador y la prioridad de la sonda atmosférica con respecto a las limitaciones de carga útil en el lanzamiento, hizo que un módulo de aterrizaje no formara parte del concepto de la misión.

## Instrumentos

### Orbitador
| Instrumento                                             | Instrumento patrimonial                                       | Misión del Patrimonio                     |
| ------------------------------------------------------- | ------------------------------------------------------------- | ----------------------------------------- |
| Magnetómetro                                            | Magnetómetro MENSAJERO                                        | MENSAJERO                                 |
| Cámara de ángulo estrecho en color                      | Cámara de reconocimiento de imágenes de largo alcance (LORRI) | Nuevos horizontes                         |
| Espectrógrafo de imágenes ultravioleta                  | Alicia                                                        | Nuevos horizontes                         |
| Espectrómetro de masas de iones y neutros               | Espectrómetro de masas de iones y neutros                     | Cassini                                   |
| Altímetro láser                                         | Altímetro láser Mercury                                       | MENSAJERO                                 |
| Espectrómetro de imágenes de infrarrojo cercano visible |                                                               | Nuevos horizontes                         |
| Detector de ondas de radio y plasma                     |                                                               | Juno                                      |
| Cámara termográfica infrarroja                          |                                                               | Orbitador de reconocimiento lunar         |
| Radiómetro de microondas                                |                                                               | Juno                                      |
| Espectrómetro de plasma térmico                         |                                                               | Juno                                      |
| Detector de partículas cargadas energéticamente         |                                                               | Sonda solar Parker                        |
| Generador de imágenes de átomos neutros energéticos     |                                                               | Sonda de aceleración y mapeo interestelar |
| Detector de polvo                                       |                                                               | Sonda de aceleración y mapeo interestelar |
| Cámara de participación pública (visible)               | Analizador de infrarrojos y visibles de cometas (CIVA)        | Rosetta                                   |

### Sonda atmosférica
Se propone que la sonda atmosférica lleve ocho instrumentos científicos.
| Instrumento                           | Instrumento patrimonial                                 | Misión del Patrimonio |
| ------------------------------------- | ------------------------------------------------------- | --------------------- |
| Espectrómetro de masas                | Espectómetro de masas Huygens                           | Huygens               |
| Instrumento de estructura atmosférica | Instrumento de Estructura Atmosférica de Huygens (HASI) | Huygens               |
| Detector de helio                     | Detector de abundancia de helio de la sonda Galileo     | Galileo               |
| Detector Ortho-Para H 2               | (en desarrollo)                                         | ninguno               |
| Nefelómetro                           | Nefelómetro de la sonda Galileo                         | Galileo               |
| Radiómetro de flujo neto              | Radiómetro de flujo neto de la sonda Galileo            | Galileo               |
| Experimento del viento Doppler        | Experimento de viento Doppler de Huygens (DWE)          | Huygens               |
| Cámara de participación pública       | Cámara Philae                                           | Filae                 |